# Marcelo Suárez
Marcelo Sebastián Suárez Justiniano (ur. 20 grudnia 2001 w Santa Cruz) – boliwijski piłkarz występujący na pozycji środkowego obrońcy, reprezentant Boliwii, od 2023 roku zawodnik Always Ready.